# 浮浪幼蟲
浮浪幼蟲是一種自由生活，長有纖毛，兩側對稱的幼蟲。在所有的情況下，浮浪幼蟲都是來自腔肠动物水母體世代所產生的受精卵合子，如缽水母綱、部分水螅綱、和一部分花蟲綱。依據物種的不同，浮浪幼蟲要不是立刻轉變成成體的縮小版(例如很多大洋中的缽水母綱物種)，不然就會一直順水漂流直到抓住堅硬的表面，以長成固著生活的水螅體(包括所有有幼蟲期的花蟲綱，許多海岸邊的缽水母綱和一部份的水螅綱生物)。此外，缽水母綱的浮浪幼蟲沒有口和消化系統，因此無法攝取營養。